# Танки Второй мировой: Т-34 против «Тигра»
Танки Второй мировой: Т-34 против «Тигра» — компьютерная игра в жанре симулятора, разработанная компаниями ИДДК и G5 Software.
Игра была выпущена 16 ноября 2007 года для PC.

## Сюжет
Действия происходит во времена Второй мировой войны, а именно, в Восточной Европе летом 1944 года во время операции «Багратион». Игра демонстрирует боевые действия войск Фашистской Германии и СССР.

## Игровой процесс
В главном меню можно выбрать сторону, за которую игрок будет играть. Далее, игрок выбирает игровую миссию. Всего их 12 для каждой стороны. После выбора миссии, игра проводит брифинг, где показываются задачи уровня и его карта с примерным продвижением противника. После загрузки карты, игрок оказывается в танке. Это может быть как Т 34-85 для СССР, так и «Тигр» для Нацистской Германии. Вместе со своими союзниками игрок направляется к технике противника для ее уничтожения. В игре представлено множество классов боевых машин: САУ, танки, грузовики и БТР. Также иногда можно встретить пехоту за обе нации. За немецкую сторону основными угрозами будут являться вышеупомянутые «Тигры» и танки Panzerkampfwagen IV, а за советскую: Т 34-85, Т 34-76 и СУ-85. Для обезвреживания противника предлагаются бронебойные, подкалиберные и осколочные снаряды. Игра дает возможность управлять танком как в реальной жизни. (Например, чтобы сдвинуть танк с места, нужно переключиться на водителя, а чтобы стрелять, на наводчика и заряжающего.) Когда все танки врага уничтожены, игра поздравляет игрока с выполненной миссией и дает игроку посмотреть убитую технику, союзников и себя в том числе.

## Оценки
Игра получила оценку 7.0 от Игромании.